# Gnathopleura testacea
Gnathopleura testacea är en stekelart som först beskrevs av Szepligeti 1902.  Gnathopleura testacea ingår i släktet Gnathopleura och familjen bracksteklar. Inga underarter finns listade i Catalogue of Life.